# Andrea Fulvio
Andrea Fulvio (Palestrina, 1470 circa – Roma, 1527) è stato un umanista, antiquario e numismatico italiano.
Nelle sue pubblicazioni e nella corrispondenza usava il nome latinizzato di Andreas Fulvius o di Antiquarius Sabinus.

## Biografia
Visse a Roma fin da giovane e fu discepolo assiduo e devoto di Pomponio Leto, entrando in contatto con l'ambiente umanistico romano della fine del Quattrocento. Si interessò degli studi archeologici, divenendo buon conoscitore di epigrafi e numismatica dell'antica Roma.
Si dedicò per vivere all'insegnamento della grammatica e delle lettere latine e fu anche un poeta , scrivendo epigrammi in latino e un trattato sulla metrica latina, l'Ars metrica.
Fulvio fu compagno e cicerone di Raffaello nell'esplorazione delle rovine romane, mostrando all'artista come andavano collocate nel tempo le varie rovine.
Aiutò Raffaello anche nella ricostruzione dell'antica Roma così come appare negli affreschi del pittore urbinate.
Fulvio pubblicò, tra gli altri, due volumi importanti. Uno conteneva il primo tentativo di identificare l'aspetto di famosi personaggi dell'antichità dalla evidenza numismatica, il suo Illustrium imagines del 1517, riccamente illustrato.
L'altro libro fu la guida alle antichità di Roma, Antiquitates Urbis, pubblicato nel 1527, l'anno del Sacco di Roma.
Per un pubblico più ampio le sue Antiquitates Urbis furono tradotte in italiano da Paolo Del Rosso e pubblicate a Venezia da Michele Tramezzino nel 1543 col titolo Opera delle antichità della città di Roma & delli edificij memorabili di quella. Si dimostrarono così utili come guida in italiano, che furono aggiornate da Girolamo Ferrucci e riedite a Venezia nel 1588 col titolo L'antichità di Roma di nuovo con ogni diligenza corretta & ampliata.
Antiquitates Urbis fornì più di una nuova guida alle antichità di Roma, viste con l'occhio critico di un umanista, il primo del genere degli studi topografici antiquari che arrivano fino al giorno d'oggi. Segna anche l'introduzione della stampa a Roma nella generazione precedente ed identifica alcune, poche, collezioni come quella di Angelo Colocci nella sua villa accanto all'acquedotto dell'Aqua Virgo e quella di monete romane del cardinale Andrea della Valle. Molte delle acute osservazioni di Fulvio nelle Antiquitates Urbis sono resistite alla prova del tempo: il bronzo romano Camillus, che allora era noto come Zingara, lo identificò per primo come un giovane, e Marforio che riconobbe come un dio-fiume reclinato, un'iconografia romana che era ignota alle generazioni precedenti di studiosi. Mise anche in evidenza il gesto pacificatore della statua equestre di Marco Aurelio.

## Opere
- Illustrium imagines, su archive.org.
- Antiquitates urbis, su archive.org.
  -  Opera delle antichità della città di Roma & delli edificij memorabili di quella, tradotta nuovamente di latino in lingua toscana per Paulo Dal Rosso cittadino fiorentino, In Vinegia, per Michele Tramezino, 1543.
  -  L'antichità di Roma di nuovo con ogni diligenza corretta & ampliata, con gli adornamenti di disegni degli edificij antichi & moderni, con le aggiuntioni & annotationi di Girolamo Ferrucci romano […], In Venetia, per Girolamo Francini libraro in Roma all'insegna del fonte, 1588.